# 桜城

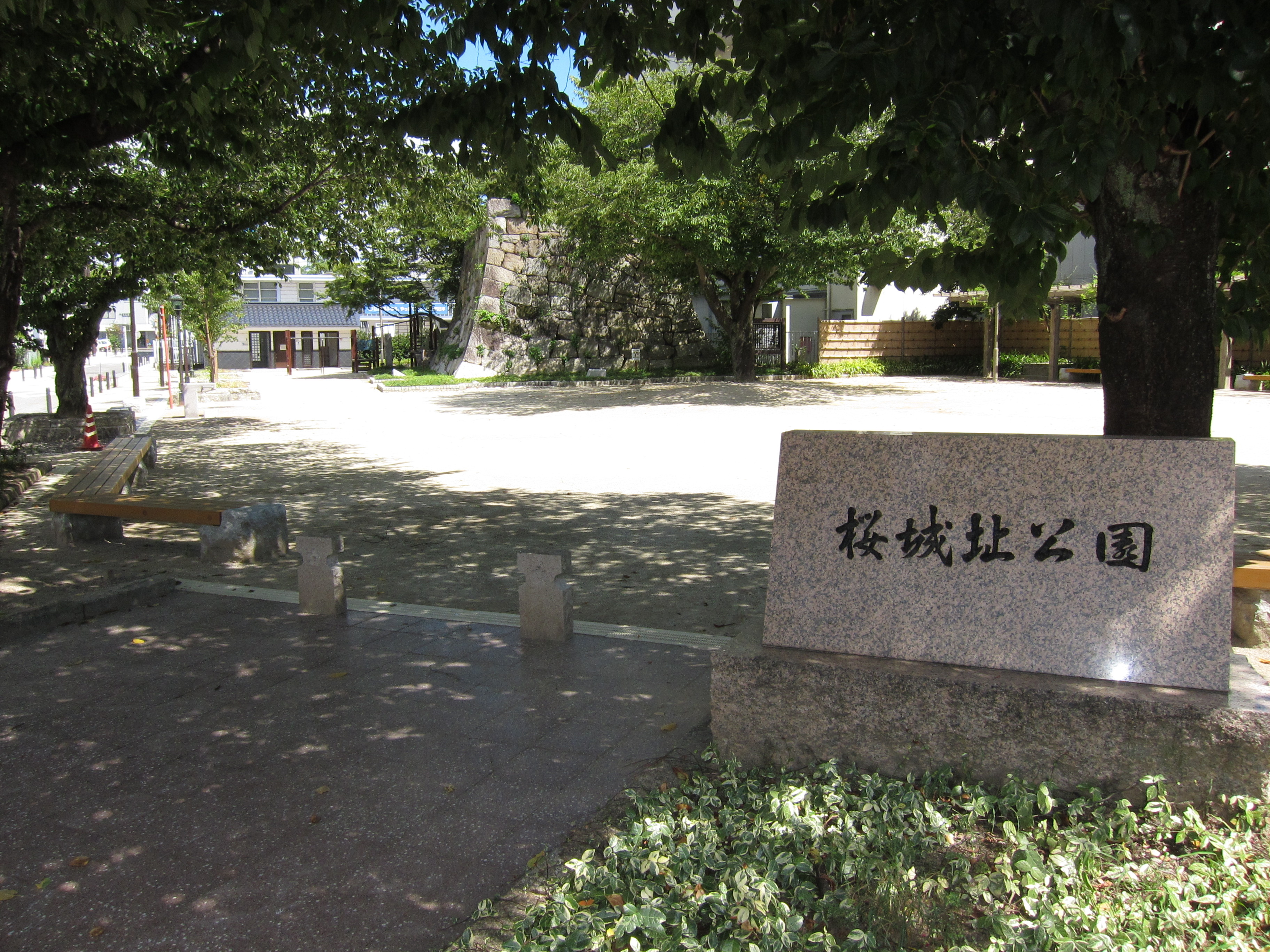
桜城址公園（2010年8月）

桜城（さくらじょう）は、愛知県豊田市元城町にあった日本の城。名称の由来は、周囲に桜が多かったことによる。正式には「佐久良城」。遺構の一部（隅櫓跡）が「挙母城（桜城）隅櫓跡」として1972年（昭和47年）2月24日付け（七州城の隅櫓跡と同日付け）で豊田市指定史跡。

## 歴史
慶長19年（1614年）三宅康長が金谷城の代用の城として築城した。
寛文4年（1664年）、三宅氏は田原城に転封となり一時破却された。また、この頃の三宅氏は城持ち大名ではなかったため実質は陣屋であった。その後に入封した本多氏も陣屋を使っていた。
その後、寛延2年（1749年）に挙母藩に内藤氏が入封し、宝暦6年（1756年）から大改築が開始される。三重の本丸櫓、二重の隅櫓、周囲720mの堀を巡らした総面積32haの本格的城郭計画であった。幕府から4,000両を借り入れて，本丸，二の丸と本丸三重櫓の石垣工事から始めた。しかし改築中の明和4年（1767年）矢作川の大洪水に見舞われ、その後も度重なる洪水の被害を受けたため改築工事を断念して代わりに挙母城（七州城）が築かれることになり廃城になった。

## 現在
現在はNTT愛知豊田局・豊田信用金庫本店付近で公園として整備されており、隅櫓跡の石垣が残っている。2006年（平成18年）にはビル建設工事中、二の丸の石垣が見つかっているが、こちらは保存する措置が採られていない。